# Eva Jakoubková
Eva Jakoubková (8. února 1952, Ostrava-Zábřeh – 16. června 2005, Praha) byla česká herečka.

## Život
Herectví vystudovala na brněnské konzervatoři (1969) a na DAMU v Praze. Po absolutoriu (1973) působila v Divadle Vítězného února v Hradci Králové (1973–1975), poté se stala dlouholetou členkou pražského Činoherního klubu (1977–1992). Jejími životními partnery byli režisér Evžen Sokolovský, herec Ilja Racek, manželem pak zpěvák Petr Novák (od roku 1984). Hrála v řadě televizních filmů a seriálů, spolupracovala s českým i slovenským filmem a dabingem. Jemná, půvabná a citlivá herečka byla známá svým sklonem k alkoholismu, který sdílela s manželem Petrem Novákem a po jeho smrti (1997) se ještě posílil.[zdroj⁠?!] Zemřela předčasně ve věku 53 let.

## Filmografie, výběr

### Film
- 1977 Nikola Šuhaj loupežník – role: Eržika
- 1979 AEIOU – role: Dagmar
- 1979 Lásky mezi kapkami deště – role: Fanka Bursíková
- 1979 Choď a nelúč sa – role: Júlia Cafíková
- 1981 Kam zmizel kurýr – Marcela
- 1982 Schůzka se stíny – Maria
- 1983 Tisícročná včela (film + TV seriál) – Kristina
- 1983 Zbohom, sladké driemoty – hosteska
- 1985 Rosa Luxemburg – Sonja Liebknecht
- 1985 Já nejsem já – Helena
- 1986 Cizím vstup povolen – role: Koudelková
- 1987 Hody – role: Štefka
- 1987 Južná pošta – role: Kováčová
- 1994 Helimadoe – role: Emilova matka

### Televize
- 1976 Typicky ženská reakce (TV inscenace) – role: Jana
- 1976 Muž na radnici (TV seriál) – role: Kateřina Hanáková
- 1977 Nikola Šuhaj loupežník (TV film) – role: Erika Dračová
- 1979 Inženýrská odysea (TV seriál) – role: Ivanka Pešková
- 1980 Košile (TV cyklus Bakaláři) – role: manželka Anna Bělčeková
- 1981 Jak se peče štěstí (TV pohádka) – role princezna Valerie
- 1983 Jahody na stéble trávy (TV adaptace – 4 díly) – role: Marie
- 1984 Zaspala nevěsta  (TV komedie) – role hlavní postavy Karly
- 1985 Synové a dcery Jakuba skláře (TV seriál) – role: Terezka Cirklová
- 1990 Kdo s koho (TV komedie) – role: maminka